# ژاکوباپولدر
ژاکوباپولدر (به هلندی: Anna Jacobapolder) یک منطقهٔ مسکونی در هلند است که در تولن (هلند) واقع شده‌است. ژاکوباپولدر ۸٫۶۹ کیلومتر مربع مساحت و ۴۳۰ نفر جمعیت دارد.